# Шимон из Кезе
Шимон из Кезе (мађ. Kézai Simon) је најпознатији мађарски хроничар. Живео је у 13. веку, за време владавине Ласла IV где је био краљевски свештеник.

## Биографија
Детаљи из његовог живота су непознати, једино што се зна је да Шимон из Кезе је био дворски свештеник, хроничар и библиотекар у периоду од 1272. године до 1290. године. Путовао је широм тадашње територије Италије, Француске и Немачке, одакле је и скупљао литературу, записе као материјал за своју хронику.

## Рад
Његов најзначајнији рад је био Дела Хуна и Мађара (лат. Gesta Hunnorum et Hungarorum), који је писан на латинском језику, негде око 1282. године. У ово делу он даје сликовит опис историје Хуна и Мађара, који се сматрају сродним народима, од самог легендарног почетка па до тадашњо временске дистанце. Као лични секретар краља, радио је у краљевској библиотеци и архиви, где је скупљао материјал из старијих хроника које су постојале у то време и биле чуване у краљевској архиви. Материјал који је био основа за ову књигу, по Шимоновом казивању је био превод из старијих хроника на мађарском, латинском, француском и немачком језику.
Хроника је први пут била штампана и објављена 1782. године у Будиму. Тек је у 19. веку први пут преведена на мађарски језик, када је и постало популарно читалачко штиво.

## Име
Своје друго име, Кеза, данас би се рекло презиме, је добио по, свом вероватном месту рођења, месту Кеза (мађ. Kéza) у Бихарском округу средњовековног мађарског краљевства или, по другим изворима, места Дунакеси (мађ. Dunakeszi) у Пештанском округу.